# ثنیه احد
ثنیه احد (به عربی: ثنیة الأحد) یک شهرداری در الجزایر است که در استان تسمسیلت واقع شده‌است.